# Niners Chemnitz
I Niners Chemnitz, noti in precedenza anche come Basketballvereinigung Chemnitz 99 (BV Chemnitz 99), sono una società cestistica avente sede a Chemnitz, in Germania. Fondata nel 1999, gioca nel campionato tedesco.
Disputa le partite interne nella Richard-Hartmann-Halle, che ha una capacità di 2.600 spettatori.

## Roster 2022-2023
Aggiornato al 14 dicembre 2022.
|    | Naz.                   | Ruolo | Sportivo            | Anno | Alt. | Peso |  |
| -- | ---------------------- | ----- | ------------------- | ---- | ---- | ---- |  |
| 00 | Germania (bandiera)    | P     | Nelson Weidemann    | 1999 | 190  | 74   |  |
| 1  | Canada (bandiera)      | AP    | Aher Uguak          | 1998 | 201  | 102  |  |
| 7  | Germania (bandiera)    | C     | Jonas Richter       | 1997 | 206  | 105  |  |
| 11 | Germania (bandiera)    | P     | Brendan Gregori     | 2004 | 184  | 72   |  |
| 12 | Germania (bandiera)    | G     | Kilian Binapfl      | 2000 | 195  | 92   |  |
| 13 | Germania (bandiera)    | GA    | Jason George        | 2001 | 202  | 88   |  |
| 15 | Stati Uniti (bandiera) | P     | Wes Clark           | 1994 | 184  | 78   |  |
| 24 | Lituania (bandiera)    | P     | Arnas Velička       | 1999 | 195  | 90   |  |
| 29 | Lituania (bandiera)    | AP    | Mindaugas Sušinskas | 1995 | 204  | 87   |  |
| 33 | Germania (bandiera)    | G     | Dominic Lockhart    | 1994 | 198  | 97   |  |
| 35 | Ungheria (bandiera)    | AG    | Márkó Filipovity    | 1996 | 203  | 98   |  |
| 53 | Germania (bandiera)    | AG    | Kevin Yebo          | 1996 | 207  | 97   |  |

### Staff tecnico
| Allenatore: | Rodrigo Pastore                |
| Assistenti: | Virgil Matthews, Gjorgji Kočov |

## Cestisti
- Chris Carter 2016-2017

## Palmarès
- FIBA Europe Cup: 1

2023-2024